# Psilopogon flavifrons
Megalaima flavifrons là một loài chim trong họ Megalaimidae.